# Puyo Puyo (computerspel)
Puyo Puyo is een computerspel ontwikkeld en uitgegeven door Compile voor de MSX2. Het puzzelspel is uitgekomen in Japan op 25 oktober 1991. Puyo betekent waterig of flexibel. Het spel is bedacht door Masamitsu Niitani, die werd geïnspireerd door elementen uit de spellen Tetris en Dr. Mario.

## Beschrijving
Puyo Puyo werd gelijktijdig uitgebracht door Tokuma Shoten voor Nintendo's Famicom Disk System. Een jaar later publiceerde Sega een arcadeversie, die het spel verder uitbreidde met een verhaalmodus en multiplayer-functies.
In 1992 bereikte het spel ook de internationale markt in de vorm van Dr. Robotnik's Mean Bean Machine voor de Sega Mega Drive en in 1993 als Kirby's Ghost Trap voor de Super Nintendo. Na de vereffening van Compile gingen de rechten naar Sega's Sonic Team, en deze ontwikkelde Puyo Puyo Fever.

## Gameplay
Puyo Puyo is een "vallende blokken"-spel, vergelijkbaar met Tetris. Het doel van het spel is het vormen van een rij van "Puyo's" met dezelfde kleur als de blokken die vallen vanaf de bovenkant van het scherm. Dit eenvoudige en verslavende concept werd uitbouwd tot een uitgebreide spelreeks over een periode van twee decennia.
Er zijn drie spelmodi: Single, Double en Endless. De speler neemt de rol aan van Arle Nadja, een 16-jarige tovenares die de plannen voor wereldheerschappij van de kwade Dark Prince moet zien te dwarsbomen. Hiervoor moet zij het tegen 12 tegenstanders opnemen, waarna het eindgevecht tegen de Dark Prince wordt gespeeld.

## Ports
Het spel werd geporteerd naar andere spelsystemen en internationaal uitgebracht als Engelse versie onder de titel "Puyo Pop".
| Jaar | Platform                                                    |
| ---- | ----------------------------------------------------------- |
| 1992 | Arcade, Sega Mega Drive                                     |
| 1993 | Game Gear, PC-98, Famicom, Super Famicom                    |
| 1994 | FM Towns, X68000, PC Engine CD-ROM², Game Boy, Amiga, Acorn |
| 1995 | Apple IIGS, Windows 3.1                                     |